# 1997 في سويسرا
فيما يلي قوائم الأحداث التي وقعت خلال عام 1997 في سويسرا.

## برامج ومسلسلات وأنمي
- بينغو

## مواليد

### يناير
- 17 يناير – ريمو أرنولد لاعب كرة قدم سويسري.[1]

### مارس
- 10 مارس – بيلندا بنشيتش لاعبة كرة مضرب سويسرية.

### يونيو
- 5 يونيو – لينوس أوبكسير لاعب كرة قدم سويسري.[2]

### ديسمبر
- 6 ديسمبر – ديريك كوتيسا لاعب كرة قدم سويسري.[3]

## وفيات

### يناير
- 23 يناير – بول إيغلي (مواليد 1911) درّاج طريق سويسري.

### أغسطس
- 16 أغسطس – روبرت لانغ (مواليد 1917) دراج سويسري.